# Phylloscopus ijimae
Phylloscopus ijimae е вид птица от семейство Phylloscopidae. Видът е световно застрашен, със статут Уязвим.

## Разпространение
Видът е разпространен в Китай, Филипините и Япония.